# Pieirea Vulturului
Pieirea Vulturului (titlul original: Gibel Orla, ru: Гибель «Орла») este un film de aventură sovietic, realizat în 1940 de regizorul Vasili Juravliov.

## Conținut
Acțiunea filmului are loc în 1920 în timpul Războiului Civil, când Armata Sovietică încă ducea lupte cu „albii” la marginea Novorossiyskului. În rada portului este ancorată o uriașă nava civilă, Vulturul. Șeful echipajului, Mihail Gruzdev, reușește să îl convingă pe căpitanul vasului, Cistiakov, să ridice steagul roșu ca să poată părăsi portul.

## Distribuție
- Nikolai Annenkov – Cistiakov, căpitan pe «Orla»
- Victor Gromov – căpitan Mihail Gruzdev
- Serghei Stoliarov – Feodor Cistiakov
- Mihail Troianovski – Ilia Svetlov, doctor
- Sergei Komarov  – paznicul portului
- Lev Fenin – general Belogvardeiski
- Nikolai Gorlov
- Ivan Bobrov
- Victor Șepel – Sașenka
- Piotr Kiricek
- Alexandr Greceanîi – boțman pe «Orla»